# Augustus Volney Waller
Pour les articles homonymes, voir Waller.
Augustus Volney Waller, né le 21 décembre 1816 à Ludenham, près de Faversham dans le Kent (Angleterre) et mort le 18 septembre 1870 à Genève, est un anatomiste, physiologiste et neuropathologiste britannique.

## Biographie
Il était l'aîné d'une famille de sept enfants. Son père, William Waller (1773-1829) était un gentleman farmer aux idées progressistes, issu d'une famille de petits propriétaires établis dans le Kent depuis plusieurs générations. Il donna à son fils le deuxième prénom de Volney en hommage au Comte Volney un intellectuel républicain français dont il était fervent admirateur. Après l'ère napoléonienne, la famille Waller vécut plusieurs années à Nice où William Waller mourut en 1829. En 1832, la famille regagna l'Angleterre où la mère se remaria. Le jeune Augustus Volney fut recueilli par un ami de son père, Le Dr William Lambe (1765-1847), un médecin de premier plan installé à Londres qui lui donna le goût de la recherche scientifique. En 1834, Waller obtint un diplôme français de Bachelier es Lettres qui lui permit d'aller étudier la médecine à Paris où il eut pour maîtres Alfred Donné (1801-1878) qui lui enseigna les techniques de microscopie, et Pierre Adolphe Piorry. Ayant obtenu son titre de médecin en 1834, il revint à Londres où il s'installa en pratique libérale à l'âge de 25 ans.
C'est au cours des dix années suivantes qu'il établit les bases de ses travaux scientifiques, en pratiquant au début la recherche comme un passe-temps. Dès cette époque, il donna la description détaillée de la dégénérescence des fibres nerveuses consécutive à une lésion, encore désignée actuellement sous le nom de dégénérescence wallérienne. En coupant les nerfs d'une langue de grenouille, Waller découvrit que la partie distale dégénérait alors que la partie proximale restait relativement conservée. De cette observation, il déduisit que les cellules nerveuses nourrissaient en quelque sorte les fibres nerveuses. Cet important travail, condensé sous le titre Experiments on the Section of the Glossopharyngeal and Hypoglossal Nerves of the Frog and Observations of the Alterations Produced Thereby in the Structure of Their Primitive Fibers parut dans les publications philosophiques de la Royal Society en 1850 et le propulsa parmi les scientifiques de premier rang de son pays. L'année suivante, après son élection à la Royal Society, il abandonna la pratique médicale pour se consacrer entièrement à sa carrière scientifique. Dans l'impossibilité d'obtenir un poste universitaire en Angleterre, il se fit engager d'abord en Allemagne pour travailler avec l'ophtalmologiste Julius Budge (1811-1884) à Bonn, puis à Paris dans le laboratoire de Pierre Flourens au Jardin des Plantes. Ses travaux de cette période constituent des contributions importantes à la compréhension du système nerveux autonome.
Son fils, Augustus Desiré Waller, eut lui aussi une brillante carrière scientifique. On lui doit l'enregistrement du premier électrocardiogramme. Il résuma dans un livre de physiologie les principaux travaux de son père : Migration des leucocytes, 1846 ; Dégénérescence nerveuse, 1850 ; Région cilio-spinale, 1851 ; Action vaso-constrictrice du système sympathique, 1853.
À cette liste peuvent être ajoutées les expérimentations cliniques sur la compression manuelle des vaisseaux sanguins et des nerfs chez l'homme.